# バイトン
バイトン（拜騰汽車）は2016年に創業した中国の自動車製造会社である。2021年に破産した。

## 歴史

### 創業
- 2016年 - 中国企業のテンセントが、台湾のフォックスコンおよび高級車ディーラーの Harmony New Energy Auto と共同で、2020年に全電気式の完全自律型自動運転プレミアムカーを販売することを目的とした自動車スタートアップ事業 FutureMobility を開始。当時のBMW副社長とインフィニティ中国法人社長の2人の外国人をトップにした[1]。本社と工場を南京市に、デザインセンターをドイツのミュンヘン、自動運転システム開発拠点をアメリカのシリコンバレーにそれぞれ設けていた[1]。
- 2017年1月 - 同社は最初の製造施設を中国の南京に17億米ドルの費用で、初期生産能力を15万台にすることを発表した。
- 2017年頃 - FutureMobility からバイトンへ社名変更。
- 2018年
  - 6月 - 中国の国営企業である中国第一汽車集団（一汽）が出資[2]。
  - 9月 - 関連会社の南京知行電動汽車が天津一汽華利汽車の全株式を1元で買収、自動車生産資格を得る[3]。
- 2019年4月 - CEO兼共同創設者のカーステン・ブライトフェルドが退社。その後、共同創設者のダニエル・キルヒャートがCEOに就任した。ブライトフェルドは後に、第一汽車を通じて中国政府が会社に積極的に干渉したことでバイトンを去ったことを明らかにした[2]。
- 2020年
  - 1月 - 日本の商社丸紅と資本業務提携[4]。
  - 4月 - 北米本社で働く450人の従業員の約半分を解雇した。
  - 6月 - 計画された6か月間、企業再編のための事業を停止することを決定。
  - 9月9日 - ブランドの新しい所有者として南京盛騰汽車科技有限責任公司が設立された[5]。一汽股権投資（天津）有限公司 (FAW Equity Investment（Tianjin）Co.、Ltd) は引き続きの株式の23.333 %を保有しており、Duan Lianxiangはさらに6.6667 %を保有していた。
  - 10月 - CEO兼共同創設者のダニエル・キルヒャートが継続的な財政難のために会社を辞めたことが発表された。
- 2021年
  - 1月 - フォックスコンがバイトンと戦略的パートナーシップを結ぶことを発表[6]。フォックスコンは、2億米ドルをバイトンに投資することを計画していた。
  - 4月 - バイトンのドイツ子会社が破産[7]。
  - 7月 - 中国での事業を停止。
  - 9月 - フォックスコンが、バイトンでの継続的な財政問題のためにプロジェクトを保留にし、事実上無期限に業務を保留にしたと日本経済新聞が報道[8]。
  - 11月1日 - 債権者の1社が南京市中級人民法院（地方裁判所）に対してバイトンの実質経営主体の破産を申し立てた[9]。
- 2023年6月14日 - バイトンの関連会社である南京知行新能源車両技術開発有限公司（知行新能源）と南京知行電動汽車有限公司（知行電動車）が債権者により破産を申請された[10]。

### 倒産
バイトンは国営自動車大手の第一汽車傘下の一汽華利（天津）汽車を1元（約18円）で買収したもののその会社には8億元（約144億円）もの未払い賃金などの負債があった。また、名刺やおやつ代などといった本業と関係のない出費をしていた。また、開発においても連携不足が起きており、実際に動かせる自動車はなかったという。

## 製品
バイトン・Mバイト
全電気式のバッテリー駆動のSUVコンセプトカー。最初に発表されたのはコンセプトのみであり、中国、ヨーロッパ、および米国で2019年の第4四半期に販売が開始される予定であった。2018年1月7日にラスベガスで開催されたCESで発表。 バッテリーはCATL。量産車では世界最大となる48インチ幅のワイド液晶スクリーンを搭載する予定であった。
バイトン・Kバイト
全電気式のバッテリー駆動のセダンコンセプトカー。2018年6月、CES Asiaでコンセプトが発表。